# Чувашско-Бродское сельское поселение
Чувашско-Бродское се́льское поселе́ние — муниципальное образование в Алькеевском районе Татарстана Российской Федерации.
Административный центр — село Чувашский Брод.

## География
Расположено на юго-востоке района. Граничит с Борискинским, Нижнеалькеевским, Старохурадинским, Чувашско-Бурнаевским, Нижнекачеевским, Юхмачинским сельскими поселениями и Нурлатским районом.
Площадь земель сельскохозяйственного назначения составляет 10287 га.
Крупнейшие реки — Малый Черемшан (имеет статус памятника природы регионального значения в республике) и его приток Шия.
В левобережье Малого Черемшана около с. Татарское Ахметьево расположено Татарско-Ахметьевское торфяное болото площадью 15 га, имеющее статус памятника природы регионального значения.
По территории поселения проходят автодорога 16К-0191 "Алексеевское – Базарные Матаки – Высокий Колок" (часть маршрута Казань – Самара) и примыкающая к ней дорога Билярск – Чувашский Брод.

## История
В 1917 году установилась власть Советов, первым председателем сельского Совета села Чувашский Брод Алькеевской волости Спасского кантона стал Вайсалов Вагиз.
До 15 ноября 1995 года называлась Чувашско-Бродский Сельский Совет депутатов трудящихся.
С 15 ноября 1995 г по 1 января 2006 г. Чувашско-Бродский Совет местного самоуправления.
Статус и границы сельского поселения установлены Законом Республики Татарстан от 31 января 2005 года № 10-ЗРТ «Об установлении границ территорий и статусе муниципального образования "Алькеевский муниципальный район" и муниципальных образований в его составе».

## Население
| 2010  | 2011  | 2012  | 2013  | 2014  | 2015  | 2016  |
| ----- | ----- | ----- | ----- | ----- | ----- | ----- |
| 1210  | ↘1206 | ↗1217 | ↘1212 | ↘1186 | ↘1179 | ↘1145 |
| 2017  | 2018  |       |       |       |       |       |
| ↘1128 | ↘1106 |       |       |       |       |       |

## Состав сельского поселения
| № | Населённый пункт    | Тип населённого пункта       | Население |
| - | ------------------- | ---------------------------- | --------- |
| 1 | Сушка               | деревня                      | 23        |
| 2 | Татарское Ахметьево | село                         | ↘400      |
| 3 | Чувашский Брод      | село, административный центр | 740       |
| 4 | Юлдуз               | посёлок                      | 43        |